# 4コマモンスターちびどら
『4コマモンスターちびどら』 （よんコマモンスターちびどら） は富士見書房から発行されていた漫画雑誌である。『月刊ドラゴンジュニア』の増刊で、2001年8月9日に発売された。

## 概要
当時、『コミックドラゴン』や『ドラゴンジュニア』で連載作品を持っていた作者陣がオリジナルの4コマ漫画を執筆するという珍しいスタイルの雑誌だった。当初は続刊を想定して、読者からテーマに因んだ投稿（体験談）を募っていたが、発行は今号に留まり、続刊されることはなかった。

## 掲載作品
- あなたのそばに（BENNY'S)
- イソマーの国から2001☆夏（いそまた☆つとむ）
- MあんどM（こいずみまり）
- 犬侍!!（菅野博之）
- お手伝い人形フィガロ（さんりようこ）
- 男一匹☆おなご部隊（西川魯介）
- 行列のできる?小龍亭（奥田ひとし）
- 携帯少女（荻野眞弓）
- 血煙コレクター街道（Dr.A）
- 小岩井くんの恋人!?（ますやまけい）
- しあわせパッキン♥（九尾たかこ）
- 仕事場通信（服部健吾）
- 女子高生声優物語（むっちりむうにい）
- すうぃーとスウィートブラザー（愁☆一樹）
- 痛快!学校仮面（重野なおき）
- 特殊精霊☆グロスちゃん（川嘘修一郎）
- .LOVE〈ドットラブ〉（阿部川キネコ）
- 呪い少女SAKURIちゃん（すぎたにこうじ）
- ぱすてるロケッツ!（茜虎徹）
- はるさめちゃんとその連れ!（氏原大輔）
- ひ・み・つ♥戦隊コスプレンジャー（茶々組・竜之介）
- 編集女王（伊藤勢）
- 本屋さんへ行こう!!（津島直人）
- 舞・フェイバリット（奥谷かひろ）
- まりかセブン（伊藤伸平）
- LOVE×LOVEスイートホーム（霧賀ユキ）